# Печелки
Печелки — деревня в Некрасовском районе Ярославской области России, входит в состав сельского поселения Красный Профинтерн.

## География
Расположена в 22 км на запад от центра поселения посёлка Красный Профинтерн и в 17 километрах к северо-востоку от Ярославля.

## История
История села начинается очень давно, из исторических документов известно, что в начале XVII века село Печелки принадлежало князю Василию Телятевскому, а позднее перешло к роду Пушкиных. В 1765 году в селе на средства прихожан была построена церковь Рождества Пресвятой Богородицы. Ранее в Печелках был деревянный храм, который сгорел.
В конце XIX — начале XX века село входило в состав Путятинской волости Ярославского уезда Ярославской губернии.
С 1929 года село входило в состав Аббакумцевского сельсовета Некрасовского района, с 2005 года — в составе сельского поселения Красный Профинтерн.

## Население
| 1859 | 2007 | 2010 |
| ---- | ---- | ---- |
| 221  | ↘1   | →1   |

## Достопримечательности
В селе расположена недействующая Церковь Рождества Пресвятой Богородицы (1765).